# ローラン多項式
数学におけるローラン多項式（ローランたこうしき、英: Laurent polynomial; 形式ローラン多項式）は、ピエール・アルフォンス・ローランに名を因む、与えられた体に係数を持つ不定元の正冪および負冪たちの線型結合を言う。
X を不定元とする体 F 上の（一変数）ローラン多項式全体の成す集合 F[X, X−1] は、ローラン多項式環と呼ばれる環を成す。通常の多項式と異なり、ローラン多項式は次数がマイナスの項を持つことに注意する。一変数ローラン多項式の構成を再帰的に繰り返すことにより、多変数ローラン多項式も定義される。ローラン多項式は、多変数複素函数論において特に重要である。

## 定義
X を不定元（形式的な変数）として、体 F に係数をとるローラン多項式は {\displaystyle p:=\sum _{k}p_{k}X^{k},\quad (p_{k}\in \mathbb {F} )} の形をしている。ただし、右辺の和は k が（必ずしも正でない）整数全体を亙るものとし、有限個の例外を除く全ての係数 pk が零でなければならない。
二つのローラン多項式が相等しいとは、それらの係数のすべてが次数ごとに相等しいときに言う。二つのローラン多項式に対して加法および乗法が定義できて、（同類項をまとめることにより）それら演算の結果もまた上記と同じ形に表される。これら加法および乗法の定義式は、形の上では通常の多項式とちょうど同じに {\displaystyle {\Bigl (}\sum _{i}a_{i}X^{i}{\Bigr )}+{\Bigl (}\sum _{i}b_{i}X^{i}{\Bigr )}=\sum _{i}(a_{i}+b_{i})X^{i}} および {\displaystyle {\Bigl (}\sum _{i}a_{i}X^{i}{\Bigr )}\cdot {\Bigl (}\sum _{j}b_{j}X^{j}{\Bigr )}=\sum _{k}{\biggl (}\sum _{i+j=k}a_{i}b_{j}{\biggr )}X^{k}} と書くことができる（が、添字の奔る範囲、つまり X の正冪だけでなく負冪も出てくるという点では異なる）。
有限個の ai, bj だけが非零であることにより、上記に現れた総和は何れも実質有限和になっており、したがってそれらは正しくローラン多項式を表現するものになっていることに注意する。

## 性質
- 複素数体 ℂ 上のローラン多項式は、係数が零でない項が有限個しかないローラン級数と看做せる。
- ローラン多項式環 R[X, X−1] は多項式環 R[X] に X の「逆数」X−1 を添加した拡大環として得られる。より厳密に言えば、ローラン多項式環は X の非負冪全体の成す積閉集合による多項式環の局所化である。ローラン多項式環の多くの性質が局所化の持つ一般性質から導かれる。
- ローラン多項式環は有理函数体の部分環である。
- 体上のローラン多項式環はネーターだがアルティンでない。
- 係数環 R が整域ならば、ローラン多項式環 R[X, X−1] の単元は R の適当な単元 u と整数 k を用いて uXk の形をしている。特に K を体とすれば K[X, X−1] の単元は K の非零元 a に対して aXk の形である。
- 一変数ローラン多項式環 R[X, X−1] が R に係数をとる有理整数環 ℤ の群環 R[ℤ]に同型である。より一般に、n-変数ローラン多項式環は自由階数 n の自由アーベル群の群環に同型になる。これにより、ローラン多項式環が可換かつ余可換なホップ代数の構造を持つことが保証される。

## 注